# ジェレミー・ハント (政治家)
ジェレミー・リチャード・ストレインサム・ハント（英語：Jeremy Richard Streynsham Hunt、1966年11月1日 - ）は、イギリスの政治家、実業家。ゴダルミング・アンド・アッシュ選挙区選出庶民院議員。外務・英連邦大臣、保健・社会介護大臣、文化・オリンピック・メディア・スポーツ大臣、財務大臣を歴任した。一国保守主義者とされ、経済自由主義的政策と社会自由主義的政策に関わっている。これまでに保守党党首選挙に2度出馬しているが、いずれも敗退している。

## 来歴
1966年11月1日にランベス区ケニントンにあるランベス病院に誕生した。育ちは現在の選挙区に近いロンドン南西近郊サリー州ギルフォード (バラ・オブ・ギルフォード) の村であるシェアである。ジェントリの家系であり、父方の曽祖母はイギリス東インド会社の先駆者の1人であるストレインサム・マスターの子孫に当たる。また、エリザベス2世とオズワルド・モズレーは遠縁に当たる。オックスフォード大学モードリン・カレッジ在学中から保守党を支持しており、党員として長い活動歴を誇る。卒業後はOC＆Cストラテジーでコンサルタントとして働いた後、英語教師として来日し、京都に8か月、長崎と東京にそれぞれ6か月ずつ滞在した。そのため、現在でも日本語に堪能である。帰国後はいくつかの事業を手掛け、その中には失敗に終わったものの、日本へのマーマレード輸出業もあった。最も成功したのは幼少時からの親友マイク・エルムズと共に起業した教育関係事業のホットコースであり、ハントは後に同事業を豪州のIDPエデュケーションに売却することで英国国会議員随一の資産家となった。

### 政界入り

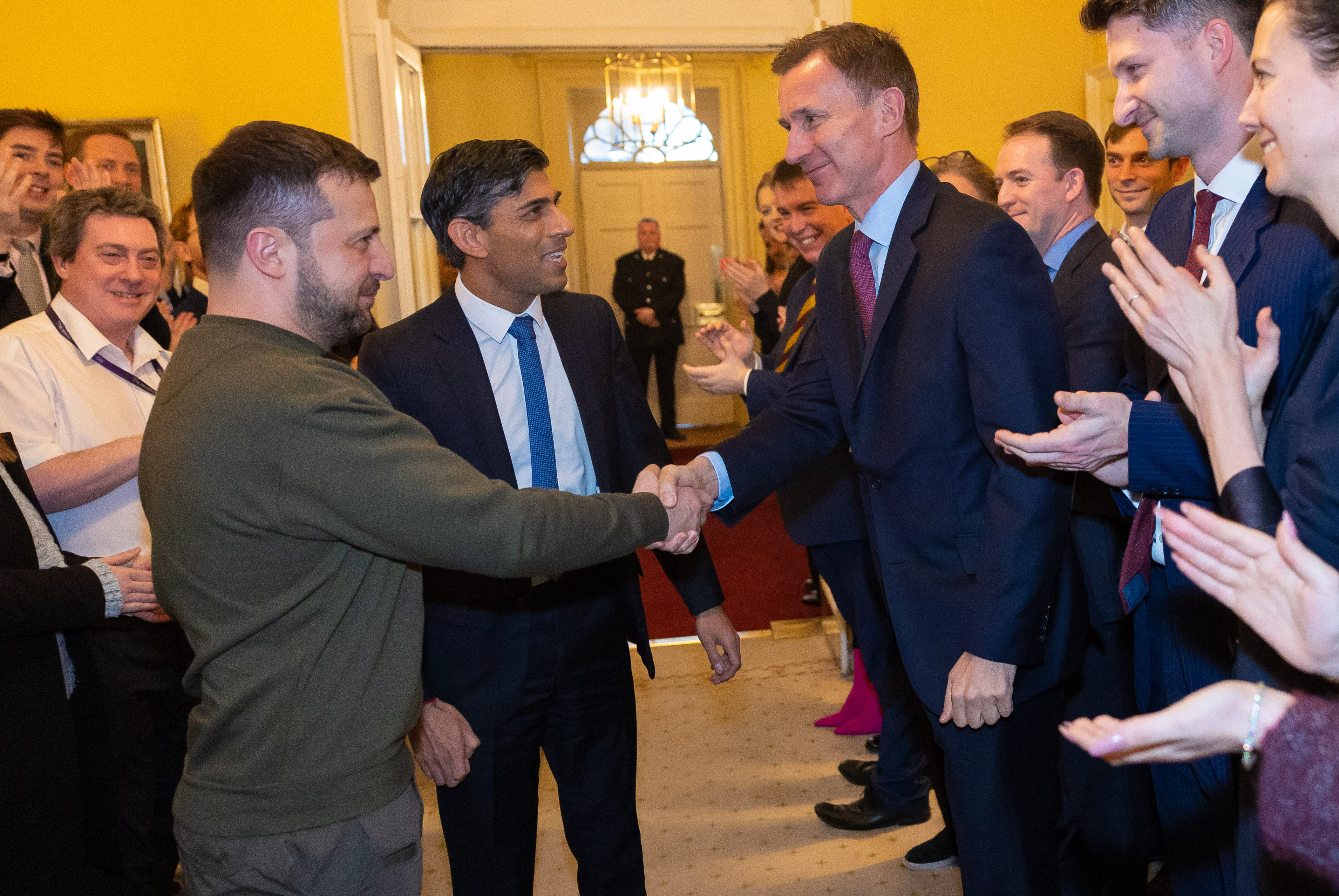
リシ・スナク首相、ウクライナのウォロディミル・ゼレンスキー大統領と（2023年2月8日）

労働党のブレア政権で実施された2005年の総選挙で庶民院議員に初当選した。当時野党の保守党党首選挙（2005年12月）に立候補したデービッド・キャメロンを支持したことで、党首に就任した後のキャメロンから重用され、2005年から影の内閣で障害者担当閣外相、2007年から影の内閣文化・メディア・スポーツ担当閣内相を務めた。
2010年に保守党が政権を奪取し、文化・オリンピック・メディア・スポーツ担当相に就任した。この役職は2012年のロンドンオリンピックを主管するものだったが、実業界での経験も活かしてこの大会を成功裡に終了させ、イギリスの国威発揚・景気浮揚に大きな貢献を果たした。その後2012年から2018年までは、デーヴィッド・キャメロン及びテリーザ・メイ政権で保健大臣を務め、2018年7月9日にボリス・ジョンソンの辞任を受けて外務・英連邦大臣に任命された。
メイ首相の辞任表明を受けて2019年6月より実施された保守党党首選挙に出馬し、5回の議員投票では投票の度に票を積み上げた。5回目の投票で、一時リードされていたマイケル・ゴーヴ環境相を2票差で逆転し、ジョンソン前外相との決選投票に進んだ。党員投票の結果、得票数は4万6656票にとどまり、9万2153票を獲得したジョンソン前外相にダブルスコアの大差で敗れた。
ハントの選挙運動は、サウジアラビアの王太子であるムハンマド・ビン・サルマーンの側近によって支援されていた。ジョンソンからは国防相就任を打診されたが固辞し、メイ内閣の総辞職と共に内閣を去った。
ジョンソン首相の辞任表明を受けて2022年7月より実施された保守党党首選挙に出馬。前回の党首選挙では当選者のジョンソンと最後まで争ったが、今回は1回目の投票で最下位にとどまり、早々に敗退した。選挙の結果リズ・トラス前外相が当選し、同年9月6日に政権が発足したが、トラスが選挙時の公約としていた減税策を含む経済政策を発表するとスターリング・ポンドが急落するなど大混乱に陥り、保守党内部からのクワシ・クワーテン財務大臣の解任を求める声に抗しきれなくなったトラスは10月14日にクワーテンを更迭、後任にハントを据えた。ハントは就任早々にトラスが公約に掲げていた減税策のほぼ全てを撤回したが、トラス内閣の支持率が記録的な低水準に陥り、政権内部の混乱も続いたことで首相の求心力の低下は避けられず、結局トラスは同月20日に辞意表明に追い込まれている。トラスの後継候補として一部メディアで名前が挙がったものの、ハントは出馬せず党首選挙でリシ・スナクを支持した。
2024年7月4日に執行された総選挙で、保守党は議席数が解散前の約3分の1に減る大惨敗を喫したが、ハント自身は新設されたゴダルミングおよびアッシュ選挙区にて、僅か861票差で辛くも当選を果たした。7月8日に保守党が新たに組閣した影の内閣で、影の財務大臣に就任した。その後、ケミ・バデノックの党首就任に伴い、バックベンチに戻った。

## ブレグジットへのスタンス
2016年に実施されたブレグジットに関する国民投票では、離脱支持の可能性を示唆したこともあったが、最終的には残留に票を投じた。
メイ政権の閣僚として、国民投票の結果を尊重する政治スタンスを採った。EUの交渉姿勢の「傲慢さ」を批判したこともある。2019年の保守党党首選挙で見せたように、離脱強硬派のボリス・ジョンソン前外相らと比べると、総じて穏健離脱派としての立ち位置にある。

## 日本との関係
上述のように1990年代に英語教師として滞日しており、日本語に堪能である。京都に8か月、長崎、東京にそれぞれ6か月ずつ滞在した。2012年4月10日に味の素ナショナルトレーニングセンターを訪れ、吉田沙保里・伊調馨・北島康介らを激励した。2019年4月に外相として来日した際には、都立日比谷高校において日本語での模擬授業を行っている。

## 私生活
2009年に西安市出身のルシア・グオと結婚し、1男2女をもうけている。2018年7月30日に中国を訪問した際、妻を「日本人です」と言い間違え、様々な憶測を呼んだ。2019年の旧正月のメッセージでは、改めて「私の妻は日本人ではなく中国人」と紹介している。
尊敬する政治家としてマーガレット・サッチャー、奴隷制廃止主義者・博愛主義者のウィリアム・ウィルバーフォースを挙げている。イギリス国教会のクリスチャンで、合理的楽観主義者である。